# You Shook Me All Night Long
You Shook Me All Night Long is een single uit 1980 van de Australische hardrockband AC/DC. De single kwam voor op het album Back in Black en later ook op het album Who Made Who. You Shook Me All Night Long was de eerste single met Brian Johnson als zanger van AC/DC.

## NPO Radio 2 Top 2000
| Nummer met noteringen in de NPO Radio 2 Top 2000 | '16 | '17 | '18 | '19 | '20 | '21 | '22 | '23 | '24 |
| ------------------------------------------------ | --- | --- | --- | --- | --- | --- | --- | --- | --- |
| You Shook Me All Night Long                      | 499 | 375 | 375 | 381 | 450 | 517 | 460 | 557 | 530 |

1. ↑  Een vetgedrukt getal geeft de hoogste notering aan.
2. ↑  2016 was het eerste jaar met een notering voor dit nummer.